# بيتر فيلبس (لاعب كريكت)
بيتر فيلبس (5 فبراير 1909 - 5 أكتوبر 1986) (بالإنجليزية: Peter Phelps)‏ هو لاعب كريكت بريطاني (وحمل سابقاً جنسية المملكة المتحدة لبريطانيا العظمى وأيرلندا). شارك مع منتخب إنجلترا للكريكت.

## وصلات خارجية
- بيتر فيلبس على موقع إي آس بي آن كريك إنفو (الإنجليزية)